# Roald Dahl
Roald Dahl, britanski pisatelj, * 13. september 1916, Llandaff, Wales, Združeno kraljestvo, † 23. november 1990, Oxford.

## Življenje
Med letoma 1929 in 1932 je obiskoval Reptonsko šolo, med 1936 in 1945 pa je služboval v Kraljevem vojnem letalstvu. Leta 1953 se je poročil s Patricijo Neal, imela sta pet otrok.

## Dela
Svetovno znan je predvsem zavoljo leposlovja za otroke. Zanje je napisal številne zgodbe in tri pesniške zbirke.
Veliko del njegovih knjig je prevedenih v slovenščino in so tudi pri našem bralstvu - tako pri otrocih kot pri odraslih - zelo iskano in brano čtivo: Jakec in breskev velikanka (1961), Čarli in tovarna čokolade (1964), Čarli in veliko stekleno dvigalo (1967), Čudoviti lisjak (1970), Danny, prvak sveta (1975), Veliki dobrodušni velikan (1982), Čarovnice (1983), Matilda (1988), Odvratne rime (1982), Gravža (1980) Jurijevo čarobno zdravilo(1981).

Po mnogih njegovih zgodbah so bili posneti risani in igrani filmi: Willy Wonka & The Chocolate Factory (1971), Danny, Champion of the World (1989), The BFG (1989), The Witches (1990), Matilda (1996), James and the Giant Peach (1996), Charlie and the Chocolate Factory (2005), Fantastic Mr. Fox (2009).